# それでも世界は美しい
『それでも世界は美しい』（それでもせかいはうつくしい、Still world is beautiful）は、椎名橙による日本の漫画。『花とゆめ』（白泉社）にて3回の読み切りを発表後、同誌2012年2号から2020年11・12合併号まで連載。単行本は「花とゆめコミックス」（同）より全25巻が刊行された。2020年9月時点で累計発行部数は300万部を突破している。
2014年4月から同年6月までテレビアニメが放送された。

## あらすじ
少雨化が進んで降雨量の減少が続く世界。雨を降らせる能力を持つ「雨の公国」の第四公女ニケ・ルメルシエはジャンケンで負けてしまい嫌々ながらも国のため、「晴れの大国」の太陽王リヴィウス一世に嫁ぐことに。しかも、即位して3年で世界を征服したと聞いたが、会った相手はなんとまだ子供であった。さらには、退屈だから雨を降らせろと要求され反発するニケ。しかし、共に危機を乗り越え信頼を深め、ニケは自らの意志でリビ（リヴィウス）のそばに留まることを決意する。互いに愛し合い支え合いながら、共に歩むニケとリビ。やがて2人は正式な婚約者となり、運命の輪が回り始めるのだった。大国で暮らしていくうちにニケは、自らが秘める秘術の秘密、世界で起こる少雨化の現状、リビの抱えた闇を知り、自分自身も世界情勢に巻き込まれていく。

## 登場人物

### 晴れの大国

#### 主要人物
ニケ・ルメルシエ
声 - 前田玲奈
本作の主人公。東方にある貧乏な鎖国国家「雨の公国」の第四公女。四人姉妹の末娘。緑の瞳・茶髪を持つスタイル抜群の少女。一人称は「私」。一国の王女であり「世界王の妻」となる身であるが、そのことを鼻にかけない。活発なおてんば娘で堅苦しいことが苦手。
「雨の公国」の自治を認めることと引き換えに太陽王であるリビの元に嫁いだ。リビの態度に腹を立てて反抗的な態度をとったことで逆に気に入られ、妻として迎え入れられてからは彼の隠された優しさや脆さに触れ恋心を抱くようになり相思相愛となり、自らの意志で彼の元に留まった。ニールからはリヴィウスの「精神安定剤」として頼りにされており、彼が自分の寝所に潜り込んでくることに辟易しているが、ニケ自身の寝相はかなり悪い。
型破りな性格とリビとの年齢差・身長差、そしてド田舎の小国の姫という立場ゆえに貴族や同盟国の大使や宮廷の人間たちからは疎まれ蔑まれることが多い。しかし、強い意志と努力によって周囲の反感を乗り越え、対立していた相手と和解することも珍しくない。特に、リビの重臣や元老院からも絶対的な信頼を置かれている。
大国でのマナーやダンスを知らずに嫁いできたためニールが教育しているが、よくさぼっては城下に脱走しその都度叱られる。しかし、それゆえに城下の人々には顔が知れ渡り「リヴィウス王を変えた姫」として慕われ、庶民的であることも相重なってかなりの人気がある。相手が心を許してしまう不思議な魅力を持っており、人付き合い・外交面においてはリビよりも上手で、外国にもファンが多く、初めていった国でもすぐに打ち解けることが出来る。
普段は雨の公国の人民服を着ており、山猿と称されるが、正装で着飾れば皆が見とれるほどの美しさを放つ。普段は腰ほどまである長い茶髪をストレートにしているが、ダンスを踊る時や式典に出席する際には結っている。異性に対する警戒心が欠落しているためリビの嫉妬と怒りを買うことが多いが、本人はリビを一途に想っており、他の男性からの求愛には応じない。また、相手の言葉の真偽を見極め、その裏に隠された真意を見抜く力は十分備わっている。
王家全員が天候を操る能力を持ち、特に「アメフラシ」と呼ばれる雨を降らせる能力に特化している中で、幼いころは王族でありながら雨を呼ぶことが出来なかったため、祖母トハラのの下で修行をして雨を呼べるようになり公国一の歌い手になった。耳のピアスは、能力を制御するための「制限石」である。公国の秘術を受け継ぐべき存在としてリビとの仲を引き裂かれそうになったこともあるが、正式に嫁入りを認められ「雨の公国」で結婚式を挙げた。作中、登場はしていないがリビの元に嫁ぐ以前から許婚と思しき人物がいたらしい。
最北の地で「守護者システム」の亜空間に招き入れられ守護者ティルスと出会って世界の秘密を知り、守護者となることが運命だと一方的にリビと別れて彼を強引に元の世界に戻すが、リビと世界中の人々の協力によりティルスと再会したいと願う悪霊ちゃん（シドン）と交代し、成長したリビの許に戻って来る。
リヴィウス・オルヴィヌス・イフリキア
声 - 島﨑信長、工藤晴香（幼少期）
「晴れの大国」の少年王リヴィウス一世。愛称は「リビ」。黒眼・黒髪の美少年。11歳→12歳→18歳。先王レオニダスIII世と側室シーラとの間に生を受けた庶子。容姿・性格ともに父親似だが、そう言われるのを嫌がっている。即位して3年で世界征服を果たした世界王。着道楽。音痴（バルド談）。
元々は王位に興味のないおとなしい少年だったが、下層階級出身の母親を暗殺されたことで冷血で無慈悲な太陽王へと変貌する。ニール曰く「欠けた心を埋めたい一心のウサ晴らし」で世界征服を果たす。式典や謁見、相手を脅す際の一人称は「余」だが、普段の一人称は「俺」であり、言葉遣いはかなり悪い。非常に嫉妬深い性格であり、ニケとほぼ2人きりになると一個人に戻り、彼女の警戒心の無さなどに対する怒りを露わにすることもある。バルドと共に母シーラの死により時間が止まっていたが、惑いの森でカッサンドラの課した試練で脱却し、母の死と過去に少しずつ向き合うようになる。
晴れ続ける天候に飽き、雨を見たいという理由で「雨の公国」に自治を認める代償として姫を1人寄こすよう要求した。当初は退屈しのぎで反抗的なニケを妻として迎え入れたが、敵対派閥に暗殺されそうになったところをニケに救われて以来ニケに依存し、ニケの危機とあらば禁を犯すことも命の危険を冒すことも顧みない。性格の面においても変化がみられ、ニケと出会ってからは「許すことができる王」になっているが、それゆえにニケに嫌われることを一番恐れている。貴族たちから何かと蔑まれるニケを守り、気にかけている。
母親の死後は薬が無ければ眠れなくなっていたが、ニケの寝所に潜り込むようになってからは薬が無くても眠れるようになった。ニケとはただ一緒に寝ているだけで夜の営みは皆無。背が低いことを悩んで身長が伸びるよう密かに努力していたが、成長期ゆえに少しずつ成長している。
和解したウルスラを旧「氷の王国」の総督に任じ、その土地に合った統治を考えるようになった。またシーラ殺害の黒幕である異母兄アルターリアを憎み続けていたが、ニケの願いもあり和解した。
諸国に「守護者システム」を公表して協力を得て、シドンの欠片を集めて彼女を完全体とし、6年後に交代を成功させてニケを取り戻した。
ニール
声 - 杉田智和
太陽王リビ（リヴィウス）の首席秘書官で彼の理解者。銀髪・紫瞳の男性。下縁メガネをかけている。ニケを「山猿のような姫」と言っているが、それでニケを蔑むようなことはなくリビの「精神安定剤」として頼りにしている。平民出身で才覚を見込まれてスタインベック家の養子に迎えられた。身体には火傷と打撲の跡があり、肌を見られることを拒む。秘書官の邸は豪華すぎて落ち着かず、中央館から離れた森に近い場所で暮らしている。
リビに重用されるようになったのは大戦の終結間際のことだったため、先王やリビの触れられたくないことを直接は知らないもののニケの存在がリビを支え、国に安定をもたらしていることを理解している。そのため、2人の良好な関係が崩れてしまうことを恐れている。たびたびレッスンをさぼって町へ行ったり公務逃亡したりするニケを叱り鎖に繋いでの指導を行うが、貴族たちから蔑まれることの多いニケを心配し何かと気にかけている。
ヴィオレタの記録を塗り替えて王立アカデミーを卒業後に王宮の文官になり、人材不足ゆえに中央館の役職に就任する。首席秘書官に任命されたのは他人に弱みを見せまいとするリビによる口封じで、戦乱を巻き起こした大国王家を嫌悪していたがリビが自分たちと同じ生身の人間だと悟り、心から仕えるようになる。カラオス会のアインとその妹セーラとは家族同然の間柄。
バルドウィン・シシル・イフリキア
声 - 櫻井孝宏
「晴れの大国」の先王レオニダスIII世の末の異母弟で、リビ（リヴィウス）の叔父。愛称は「バルド」。先々王レオニダスII世と第3王妃の間に生を受け、同父母の姉と第2王妃との間の兄スピラーリがいるが交流はなく、シシル宮に同居する母親や出戻りの姉ともほとんど顔を合わせることはない。金髪・金瞳の青年。年が離れており母親も違うため、彼にとって先王は兄という実感がない。
かつてはその派手な外見と人に心の内を見せない様から「宮廷の花」「太陽」などと呼ばれていたが、それは自身で敢えてそうあるように意識してのことで、本来は物静かで思慮深い。 初恋の人シーラを失って以来、彼女だけを想って生きても構わないだろうと開き直る一方、女癖が悪く女性関係が派手で、リビの元に「バルド様と結婚したい」という嘆願書が届くようになっている。
リヴィウスの亡き母シーラに想いを寄せていたため、彼女が暗殺された後、リヴィウスを守るため彼を王位に就け自身は宰相を務めていたが、リビが心を失くしてしまったことに耐え切れずに彼の元を去り吟遊詩人となった。リビが婚約したことを知って妻となるニケを見定めるために「晴れの大国」に帰る。その後、ニケの計らいでリビと和解、再び宰相に任じられた。当初はシーラの死を受け入れられなかったが、カラとのふれあいで徐々に受け入れ始める。
かなりの長身であるため、身長のことで悩むリビがニケのほかに彼女よりも一層悩みを知られたくない相手である。再び宰相となってからは、ニケとリビの良き理解者となっているが、それと同時によく2人をからかっている。自身を「歩く下半身」と呼んで嫌うルナが大の苦手。王位争いが嫌いで神官になった異母兄スピラーリの姿が単なる逃避とみなしており、力があっても使おうとせず行動しない彼を軽蔑していた。見た目は不味そうなのに、食べると美味しい料理を作りたがる。

#### 神官庁
ラニ・アリステス
声 - 浪川大輔
第4話 - 第6話登場。神官。30歳。趣味は、刺繍。
異民族であったシーラやその息子であるリビに悪意を抱いている。かつてリビが神官庁に粛清を敷いたことを恨みに思い、試練に乗じてニケ暗殺を目論むがリビの乱入により失敗し、日輪交換の儀において自らの罪を認める。この時、死を覚悟していたが、リビとニケの婚約を承認することを条件にニケに助命される。神官の位を剥奪されて神官庁を追放されたため、行き場がないのならとバルドの異母兄であるスピラーリに手を差し伸べられ同居している。
ランダ
声 - 大西健晴
第5話 - 第6話登場。神官。ニケを暗殺するための刺客としてアリステスに地下神殿に差し向けられるが、リビに阻まれ負傷する。
ラニ・レアータ
声 - 竹口安芸子
第6話登場。女性神官。病中の大神官に代わり、リビとニケの日輪交換の儀を務めた。かつてリビが神官庁に粛清を敷いたことに対して自分達にも非があったことを認めて、日輪交換の儀の後、2人の婚約を直接大神官に取り合った。
ラニ・ランドレス
神官庁を牛耳る保守派の筆頭。ラニの中でも最も有力で大神官に一番近い人物。大神官が臥せっているのをいいことに神官庁を牛耳っている。神官庁の権力を振りかざすことしか頭になく、元第2王子スピラーリ曰く「人々から信仰が失われる元凶」と化している。
大神官
神官庁のトップ。高齢で長く臥せっているため、生死不明で都市伝説と言われている。
リーダス卿
惑いの森のあるトリスタット領の領主。昔から惑いの森関連で周辺住民と揉めており、神官庁幹部も兼任している。
ラニ・スピラーリ
先々王レオニダスII世と第2王妃との間に生を受けた第2王子で、第1王子であるリビの父レオニダスIII世に次いで誕生し、第3王妃を母とする末弟バルドの20歳も年齢の離れた腹違いの兄。10代のころ、早々と王子の地位を捨てて神官になった。王位争いを嫌ってのことではあるが、バルドには腰抜けと蔑まれている。元王族というだけで位を貰っているだけで発言権は皆無であり、自身で空気というほど無視されている。バルド曰く「幽霊幹部」。そのバルドに嫌われていることを知っていたため、あえて距離を取っている。近所の子供に無償で教育の手ほどきをし、街に出れば施しを忘れない人物。政治で10人の内の9人は救えても1人は救えず、その1人を救うのが信仰で自身の役目だと考えている。

#### 元老院
ラトクリフ、ヴォーダン、ケイツビー
声 - 富田耕生（ラトクリフ）、池田秀一（ヴォーダン）、二又一成（ケイツビー）
「晴れの大国」で先代のころより仕えている重臣。リビの助言役であり、彼ら4人が決定したことは『四神の声』と畏怖され、何人たりとも逆らうことは許されない。しかしながら、そうしたシリアスであるはずの会議においても3人は主にニケや女性の胸のことばかり議論している。ウルスラとカラオス会の襲撃が起こったリビの生誕祭のころ、原作漫画にも登場した。
- ビンセント・ラトクリフ：スキンヘッドで、あごひげを生やした老人。この世のすべての人脈に通じており、善悪問わずあらゆる組織から一目置かれている。
- グラハム・ヴォーダン：長い白髪で、白い鼻ひげとあごひげを生やした老人。『戦略の神』と謳われており、戦死者0人だったゼウス島攻略で有名。
- アレン・ケイツビー：黒髪に、黒い鼻ひげを生やした老人。『兵器の神』と謳われており、他国に先んじて爆裂火薬の調合を成功に導いた。

#### 王宮の人々
ランラ、スーニャ、ミキア
声 - 青木瑠璃子（ランラ）、大塚みずえ（スーニャ）、佐武宇綺（ミキア）
「晴れの大国」でのニケの身の回りの世話係。ニケのドレスアップが何よりの楽しみ。
- ランラ：引っ詰めにした茶髪に、紫色の瞳をした女性。
- スーニャ：灰色の髪に、下縁メガネをかけた中年女性。ランラやミキアよりも背が低い。
- ミキア：茶髪に、オレンジ色の瞳をした女性。

ジャイナ
声 - 乃村健次
王宮付き料理人。がっしりした体躯の持ち主。リビやニケの食生活を支える。
カール
声 - 大西健晴
大国一の衣装デザイナー。黒髪、サングラスに杖を突いた男性。ニケの装いを美しく見せるため、姿勢や振る舞いを厳しく正す。
フェラーラ公
声 - 藤城裕士
国務大臣。ニケのことを蔑むが、リビに叱責され、また披露宴でのニケの姿に目を見張る。
ビニシウス
第40話「大国の日々」より登場。レオニダスIII世の代からの臣下で、文官のトップであり宰相の次に偉い人物。別名「鉄仮面のビニシウス」。バルドは「ビニシー」、ニールは「ビニシウス様」と呼ぶ。言いづらいことでも言い放ち、空気を読まない主義。
ノッテン
バルドの従者。
エイミア
バルドの親衛隊、通称「バルドの花園」の一人。大貴族の令嬢だが、バルドに婚約を迫って行動がエスカレートし、シシル宮に入り込む等をしでかすストーカーと化している。しかし、カラに諭されて彼女と友人になりたいと願うようになる。
ムウ爺
庭師。王宮の庭園の世話をしている。湖の王国出身。妻帯者。「第71話「冬の日」で3年目の浮気が発覚する。
バルドの姉
先々王レオニダスII世と第3王妃との間に生を受けた、同父母の姉。凝り固まった考え方しか出来ない、口にするのは家と世間体、遊ぶこともなく快楽も喜びも追わなくて何が楽しくて生きているのかは不明である。一旦は嫁したものの出戻った。大王（リビの父）の第一王妃アントニアと同タイプで、シシルの名を汚すと弟バルドの女遊びを蔑む。
ガルタ・バイロイト
バイロイト将軍の息子。堅物の父親以上に堅物であり、安全な旅行のためにもスケジュールの厳守をリビとニケに要求する。また、「美少年」や「ガラス細工」などの形容詞は最大の侮辱だと告げる。ニケと共に誘拐された際、暴行を受けながらもネフェロやマキシーンの部下を次々に倒す。敵に囲まれた大公国におけるニケの唯一の味方であり、彼女を守るべく「ニケの剣」として奮闘する。

#### 市民
ヴィオレタ・ルートウィック
声 - 佐藤ゆうこ
城下町の宿屋「小鹿亭」の女主人。年の離れた妹がいる。王立アカデミーきっての秀才。ニールが記録を塗り替えるまでの最年少卒業者で、2度も飛び級しバルドをおさえてアカデミーを首席で卒業した。馬術や喧嘩も秀でている。バルドとは親しく、リビの変貌に耐えかねて出奔した時や、いつもと変わらないようでいて違うことを察するなど、彼の微妙な変化に敏感である。
ミーナ
声 - 浅川悠
（アニメ版）大国の港町レピオンで暮らす少女。宿屋の近くで倒れていたニケを助けた。ニケと間違われて誘拐されるが、そのニケに救出される。
（原作版）第87話「影武者」で屋敷勤めをしていたが、主にクビにされてヴィオレタに相談した際、女装したリビに似ているため、「空の大公国」に向かおうとするリビが自由に行動できるよう影武者を務めることに。ニールに淡い想いを抱いている。
リーザ
声 - 加藤英美里
ミーナの妹。
ボコータ、デコンス
声 - 沼田祐介（ボコータ）、白鳥哲（デコンス）
町のチンピラ2人組。子分のデコンスは背は高いが気が小さい。素性も知らないままニケを誘拐して金儲けしようと企むが、誤ってミーナを誘拐してしまい彼女を助けに来たニケに倒される。ニケを王都ギニタリクスに送り届けたが、その後、そこに残って悪事を働いていたところをニケに見つかる。最終回では、ミーナとリーザの宿屋の従業員になっていた。
ミランダ
声 - 沢海陽子
王室会報誌の記者。茶髪で、下縁メガネの女性。私生活よりも仕事命で、年に一度の発行に全力を注いでいる。

#### 故人
シーラ
声 - 潘恵子
故人。先王レオニダスIII世の側室でリビの母親。男言葉を話す。元は下層階級とされる草原で暮らす遊牧民の部族の娘。リビに「雨の公国」のことを聞かせた人。国王の個人的な感情により生きていられる身の上の側室とその庶子であったため、物語開始時より3年前の大王の他界直後に第一王妃アントニアを唆したアルターリアにより暗殺された。バルドから好意を寄せられていたため、暗殺される前に息子を彼に託した。リビに守りの指輪を遺していった。その後、この指輪は婚約指輪としてニケに渡されるが刺客により真っ二つに壊され、そのうちの半分をニケが首から下げている。
大王に無理やり側室にされたかのように思われているが、実際は部族の暮らしが限界であるため自分だけでも食い扶持を減らそうと考えてのことだった。
オルビア殺害の容疑という名目でアントニアの命により刺客が差し向けられた際にはリビを気絶させて隠し、多勢に無勢と知りながら立ち向かい殺され、遺体も持ち去られた。最期まで息子がオルビアの死に関与していることを知らなかった。
レオニダス・オルヴィヌス・イフリキア
先王レオニダスIII世。「大王」とも呼ばれる。リビの父、バルドの異母兄、スピラーリの同父母の兄。黒髪と容貌だけでなく何でも自身の思い通りにならなければ気が済まない性格までリビと同じで、肖像画に描かれた姿はリビを年取らせて髭を生やした感じ。ビニシウスが評して曰く「現王は本物のガキだが、先王はガキのまま大人になった」とのことである。遠征の折、シーラを一方的に見初めて強引に側室にしたため、リビに毛嫌いされている。北方周辺地域の侵略戦争を引き起こしたが、それは少雨化により年々降雨量が減少する世界を憂い、大国より北方に豊富にある水を故国にもたらそうとしてのことだった。志半ばに他界して混乱した世界が残されたが、リビにより秩序は回復された。好き勝手に生きた人物だが、リビが白金の塔にシーラ妃に関わるモノを封印したこともあり、たまに訪れるビニシウスを除いて顧みる人間はいなくなってしまった。父レオニダスII世と同様に、第一王妃アントニアのほか複数の王妃を娶っていた。
レオニダスII世
先々代の国王。複数の王妃を娶っており、第2王妃との間に先代の国王レオニダスIII世とスピラーリを、第3王妃との間にバルドとその姉を設けた。
オルビア
大王（レオニダスIII世）と第一王妃アントニアの第二王子。アルターリアに殺され、その死はアルターリアによりリビとシーラを陥れる口実に利用された。
アントニア
大王（レオニダスIII世）の正室で第一王妃。男性みたいな外見でお世辞にもドレスは似合わない。溺愛されるシーラとリビを憎悪し、アルターリアに煽られシーラを惨殺した。しかし、政治には興味が無く息子が頂点に立てば我が世の春と享楽を貪り、シーラの仇討ちを決意したリビとバルドにより罠に嵌められ旅行先で息子夫婦と共に殺された。
ロムレス・オルヴィヌス・イフリキア
オルビアの同父母の兄。第一王子。大王亡き後に即位するが、王妃にねだられるままにドレスや宝飾品を買い与え、戦時中にも関わらず国王として無能・無関心であり親しい者で周囲を固めて苦言を聞かないため、求心力が低下するばかりだった。アルターリアに唆されたアントニアにより母シーラを殺されたリビと初恋の人を奪われたバルドの復讐により、彼らに取り込まれた大臣たちに罠に嵌められ母アントニアや王妃と共に殺された。
ランデル
タンバ将軍の母マリアの兄。将軍の伯父。王家に徴用されて内務副大臣を務めていたが、裏では王家の御落胤の捜索と抹殺を遂行していた。気は進まないため、可能な限り御落胤でも見逃そうとはしていた模様。しかし、アルターリアは父親に似すぎていたので見逃すことは出来ず、手足に使っていた氷の王国の男たちの好きにさせた。その後、裏の仕事を続けることに限界を感じて体調を崩し、療養中に失踪し氷の王国が大国港を襲撃した際にその港町にいた。民諸共に敵を撃破するというリビの攻撃により絶命。

#### その他
ローサ
声 - 井口裕香
第4話登場。小ラニ・テウスの法衣にワインをこぼしてしまい手打ちされそうになったところを、ニケに救われた下働きの少女。ニケを孤児院に案内し、リビの支えになってほしいと伝えた。
ヨル
黄金鳥のヒナ。惑いの森で卵が孵化し、初めて見た相手を母親と思い込む刷り込みによりにリビを母親だと思ってしまう。当初、ニケに「ぴーちゃん」と呼ばれていたが、第81話「草の歌」で母親だと思い込んでいるリビにより彼の母シーラの部族の言葉で「歌」を意味する名を命名された。何かを受信して手掛かりを示したり、歌を唄ったり、幽霊のような守護者（ティルス）を目撃したこともある。
6年後、成鳥になり全体重をかけて肩にとまられるとリビもつらくなる重さになった。
タンバ・エンロット
将軍。氷の王国の総督を務めていたが、大国に背きカラオス会の急進派と結託していた。憧れた母方の伯父ランデルの裏の仕事を知り激しく責めたが、氷の王国の襲撃を受けた大国港を敵より奪還すべくリビの発案による攻撃で失う。それが原因で静かに壊れてゆき、北の果てで黒霧に飲み込まれて以降、戻って来ることは無かった。
ガルタがタンバ将軍を憧れたように、自身もまた伯父ランデルを憧れていた。
マリア
タンバ将軍の母親。タンバ将軍と兄のことをガルタに語るが、息子がタンバ家を離れて以降のことは知らなかった。
ラサ
タンバ家の執事。マリアには知らせずにタンバ将軍のランデル捜索を手伝っていた。

### 雨の公国
ニケ・ルメルシエ
晴れの大国を参照。
トハラ
声 - 横山智佐
前公王。15歳で王位に就き醜い争いに巻き込まれるのを防ぐため、国を鎖国化した。公国の人間にとっては精神的支柱であり、王位を譲った後も現公王である娘婿をお飾りにし、実権を握り統治を続行している。そのため、自身の判断基準を優先し、他者の意思を軽んじる傾向にある。その性格はニケにも受け継がれてしまう。ニケとキトラを含めて、5人の子供を育てた。ニケにとっては祖母であり育ての親であり、アメフラシの師匠でもある。
諸国漫遊から帰ってきた後、ニケが「晴れの大国」に嫁いだことを知り危篤と偽ってニケを公国に呼び戻し、ニケとリビを引き離そうと計画しが、逆に2人の間に他人が入り込むことのできない強い絆があることを知る。事件後、暫くは訪ねてくるニケを追い払い逃げまくっていたが、ニケの嫁入りを認めて「雨おくり」でニケの旅立ちを見送った。しかし、最高術者であるニケが大陸にいると「悪霊」を活性化させ少雨化も加速すると判断し、ニケを幽閉すべくカラに感情操作でニケの一番大切な想いを消して連れ戻すよう命じた。
ミラ、ニア、カラ
声 - 伊瀬茉莉也（ミラ）、茅野愛衣（ニア）、寺崎裕香（カラ）
第1・2・3公女。ニケの姉たちで、にぎやか姉妹。当初は、ニケが嫁入りしたことを面白がっていた。いずれも未婚。
- ミラ：第1公女。茶髪のロングヘアーに、大きなイヤリングをしている。母親似。ニアとは仲が悪い。トハラの計略に反発しながらも傍観したことを恥じ、事件後、ニアとともにリビに謝罪する。
- ニア：第2公女。緑がかった長い髪をポニーテールにしている。四姉妹の中で唯一、父親似。ミラとは仲が悪い。トハラの計略に卑怯さを感じつつも、逆らうことができずに傍観していた。
- カラ：第3公女。髪は、茶髪のベリーショート。四姉妹の中で一番貧乳。母親似。公国の中では唯一トハラの命令ではなく、自分の意思で動く自由人。ニケを感情操作して幽閉するというトハラの命令に反発し、ニケを犠牲にせずに解決しようと奔走するも途方に暮れる。実は傷つくことを怖れ、当事者になることを避けて傍観者だった。しかし、当事者になることを決意しバルドたちに協力を求める。悪霊ちゃん（シドン）に共鳴し、彼女の記憶を幻視した。祖母トハラや妹ニケと同じく、自身で抱え込むタイプ。

キトラ
声 - 近藤孝行、小林真麻（幼少期）
ニケの従兄。カラと同じ年齢。
両親とは幼少期に死別し、以来、ニケと共にトハラに育てられて兄妹同然だった。王族でありながら雨を呼ぶことができず、トハラの指導で雨を呼べるようになったニケを崇拝している。トハラと諸国漫遊をしていたため、ニケがリビの元に嫁いだ際には公国に居なかった。
ニケに恋心を抱いていたため、彼女の婚約者であるリビに嫉妬し、トハラの策略に手を貸してニケを黒蓮の塔に監禁した。しかし、塔から脱出しようと必死になっているニケを見かねて、彼女を塔から出した。事件後、リビに言いたいことをぶつけ和解した。
テテル・ルメルシエ
声 - 桜井敏治
ニケの父親である「ぱぱ王」。リビの岳父。公王だが、婿養子であり国の統治はトハラが行っているため、名ばかりの王である。
アキ
声 - 井上倫宏
雨の公国の王族の1人で、トハラの甥。トハラの命令で急遽リビに侍従として付き、監視する。リビに暗示をかけようとしたが、逆に見抜かれ失敗した。カラによれば暗示等の精神的な方面の力に関しては公国一である。
イラハ
声 - 富沢美智恵
公王妃でニケの母親。トハラの娘。目を見張るほどの美貌の持ち主。身体が弱く、普段は病床に臥せっている。ニケを出産した際にひどく体を壊し、以来、雨もほとんど呼べなくなった。若いころは、西海岸のフレバー香るような美女でかなりアクティブな人物だった。20歳の時に、母親であるトハラの反対を押し切りテテルと結婚した。
悪霊を封印した術者
長い髪を三つ編みにして左肩から前に垂らしている人物。秘術を発動せざるを得ず「空の大公国」の精霊や高位精神体などと共に悪霊（シドン）を倒すが、多大なる犠牲を強いられた。悪霊をバラバラにして世界中の石碑に封印し、怨念の核は「黄昏の国」の果ての塔に封印して「守人様」と呼ぶ守護者（ティルス）に託した。
ティルス
ニケに似た男性。伝説で「悪霊」と呼ばれるシドンと一緒にいる約束をするも世界の命を生き続けさせるため、彼女の許を離れて「守護者」となった。ヨルが目撃した幽霊のような存在。百年で交代した歴代の守護者の中でも非常に優れた力を有しており、千年もの長い時の中で星を守り続けた。
千年前は「雨使いの国」とシドンが呼んでいた「雨の公国」の王族の一人で、当時の最高術者。気象を兵器にすることは許せないと「闇の帝国」に乗り込み、軍事利用をやめてくれれば命も惜しくはないと懇願してシドンの興味を引いた。滞在する内に彼女と心を通わせ半身とも想う仲になるが、誰かに呼ばれたような気がしても訪れており、それが「守護者システム」に呼ばれてのことだと悟り共に生きるという約束を破って「守護者」となった。そのため、置き去りにした彼女を悪霊にしてしまう。そのことをずっと悔やんでおり、ニケが次の守護者だと知りながら元の世界に戻りリビと共に生きるよう諭した。その甲斐なくニケは自身が新しい守護者だと気づき、受け入れてしまう。

### 湖（ウミ）の王国
湖の王国の大使
声 - 私市淳
第2話登場。ニケのお披露目会のため「晴れの大国」に招かれていたが、ニケを蔑んでリビの不興を買う。お披露目会当日、ニケに魅了されたことがルナの嫉妬の元となる。
アマルナ・ルイラサエル
声 - 松岡由貴
第一王女。愛称は「ルナ」。リビの幼馴染で自称・婚約者。幼いころからリビに片想いしていたが、彼の変貌を知り距離を置いていた。
リビとニケの婚約を知り、再びリビに会いにやって来る。自国の大使がニケに魅了されたことと彼女がリビの婚約者であることに嫉妬し、ニケと「雨の公国」を蔑み彼女に対し何かと嫌がらせをする。しかし、ニケの心を挫くつもりで挑んだ決闘で、逆にニケのリビに対する強い想いを知る。結果的に、決闘にも敗れ負けを認めて身を引いた。
リビを巡りニケと対立したとはいえ根は心優しい純粋な少女で、クロードとの婚約に反発してニケとリビに助けを求めに来たころにはニケとは良き友人関係になっている。クロードとの婚約を破棄するために向かった無人島で、クロードと心を通わせ彼の人柄を知ってクロードとの婚約を継続する。
アクニ
下働きの女性。ルナに従って晴れの大国にやってくる。ルナが昔からリビのことが好きだったことを知っている。後にルナと共に湖の王国に帰った。麻薬事件の際、その捜査とは知らずにクロードとの婚約に反発したルナに協力を頼まれたニケが「カナリス」と名乗り男装する手伝いをした際、可愛い女の子の苦悶を見るのが大好きという趣味が露見した。
テーベ
第二王子。ルナの兄であり、良き理解者。少女趣味で不甲斐ない自分に、劣等感を抱いている。そのため、決闘でクロードを負かしたニケを素晴らしく男らしいと敬愛を抱く。何も出来ないと自己嫌悪に悩んでいたが、ガラリヤがルナを人質に逃亡を図った際、ニケに風で援護して貰い、ガラリヤを倒して妹を救った。リビが惑いの森に向かった際、女装して少女として振る舞った所作の参考にした。
ガラリヤ
国王夫妻が放蕩三昧で統治を放棄したも同然のため、政治を一手に引き受けていた大臣。実は、クロードが密かに捜査していた麻薬事件の黒幕。
メンフィス・ライル・ルイラサエル
第一王子。ルナとテーベの兄。自称「カラの婚約者」。研究気質でオタク。留学中で、ニケとリビが「湖の王国」を訪れた際には不在だった。2人が帰国するのとすれ違いに家族の元に戻って来た。
ライフワークは「少雨化の謎の解明」であり、カラやバルドと共に調査を重ねる。持論では雨の降らない不毛な世界こそが通常な状態であり、何かに守られて奇跡的に生きることが可能だったのが終わりつつあり、その綻びが「少雨化」だと考えている。カラを気に入っており、カラに想いを寄せるバルドの前で「カラさんと幸せになります」と宣言した。
イリアン
メンフィスの従者。褐色の肌で、語尾に「ス」と付く話し方をする。

#### 自由自治州
フォルティス公クロード
ルナの婚約者。自身の領地を含めて蔓延する麻薬の根源をつきとめるため、ルナとの婚約を利用して湖の王国の王家内部に潜入していた。改めてルナと婚約した。
リウ
クロードの腹心。ニール同様、主に振り回される苦労人。
ミラバ公
少年たちを奴隷として買い上げていたが、クロードによって失脚させられる。

### 砂の皇国
イラーダ・キ・アーク
第一皇太子。仇名は、雷帝。強面だが、瞳は宝石のような真っ青な色をしている。
病中の国王に代わり、国を取り仕切っている。実利主義で排他的、自国の利益のためなら手段を選ばない。自尊心を傷つけられれば、どの国であっても全力で報復する。しかし、その裏では民を想い、自らを犠牲にし続けている。ニケに恋心を抱き砂の皇国に永遠に留まらせ結婚したいと願うが、その際に「太子」としての立場を利用し彼女を迷わせてつけ込もうとしたことをファラハに指摘され、自身の行為が母と同類であることを悟り、ニケに対する恋を諦める。国や民よりも先に自身が愛し幸福になろうと決意し、徐々に前向きな姿勢に改めようと努力するようになる。
ファラハ
イラーダの従者の1人。色黒の少女で、一人称は「俺」。作中登場するイラーダの従者の中では唯一の女の子で、一番ケンカっ早い。太子に対して気に入らないことをする者にはすぐに剣を振るおうとする。幼いころはコソ泥として育ったが、その体捌きを買われイラーダに拾われ、彼の従者となった。最初は興味本位でイラーダの従者になったものの、彼と過ごすうちにイラーダの幸せを心から願うようになった。
初めは、未来の大国妃であるニケのことを快く思っていなかったが、共に旅をするうちに彼女に好意を抱くようになる。ニケとは同じ女の子であるということもあり、身分を超えた良き友人関係となる。
皇弟
イラーダの叔父。ナジーラを治めている。保守的で、よそ者を嫌っている。ニケやファラハにとっては凄い迫力の持ち主でおっかない人。しかし、イラーダによると多少融通が効かない所が難だが、悪い人ではないとのこと。イラーダたちがニケを大国へ帰さないように策略を企てていることを知り、ニケの逃亡の手引きをする。
ウルマ
イラーダの従者の1人。ニケは砂の皇国にこそ必要な存在だと考えており、イラーダにニケを砂の皇国に留まらせるよう唆した。ニケを死んだことにすれば罰せられても少しすればリビは彼女のことを忘れるだろうと2人の絆を甘く見ていた。ファラハ共々イラーダは女性に関心が無いと思い込んでいたため、本人に呆れられた。
ハサン、アーディー、ヤスマ
イラーダの従者。ハサンは食いしん坊で、アーディーは朝に弱い。ヤスマはイラーダの従者の中で一番涙もろい。
アマルディナ
故人。イラーダの妹で、砂の皇国の皇女。
活発でおてんばな少女だったため、実の母からは「鬼子」と言われていた。皇国を想い、日々研究に勤しみ、将来はイラーダとともに皇国を緑豊かな楽園にすることが夢だったが、流行病で命を落とした。
大国に帰ろうとしていたニケの前に霊となって現れ、「砂漠の潮」の花を通してイラーダに言葉を伝えた。
皇后
皇帝の姪であり妻であり、イラーダとアマルディナの実母。王家の血を重んじるあまり民を省みようとしなかったため、イラーダや臣下たちに見限られた。

### 氷の王国
ウルスラ・レイルイチャーニエ
第一王女。プラチナブロンドと金色の瞳、抜けるような白い肌。リビに故国を滅ぼされ、両親と幼い双生児の弟オリーヴァや妹リーリヤ、従姉妹ローザや婚約者を失う。滅ぼした側と滅ぼされた側の一例として政略結婚を強いられそうになり、与えられた城に火をつけ逃げた。反大国派「カラオス会」の急進派と組んで復讐を企む。大国祭の事件の後、ベラ卿の父親に愛人になるよう迫られるも拒絶したため、援助を打ち切られて追いつめられ、アルターリアに唆されて世界を滅ぼしかけるが、土壇場で正気に戻りリビと和解する。旧「氷の王国」の総督になるよう告げられ、それを承諾した。
ネロ
ウルスラの従者。無表情で何を考えているかわからない。ウルスラとは恋仲。母親の難産をなんとかしたいとウルスラが妖精を見つけようとした日、出会った。宮殿に勝手に出入りして国王を根負けさせ、貴族の家の養子となるもウルスラの婚約により宮殿を出た。
国王
ウルスラの父。温厚な男性だが、南世界の人間を「氷と水にたかるケダモノ」と蔑み同じ人間とは思っていない。長年敵対関係にあった「晴れの大国」の大王が敗死し、後顧の憂いを一気に根絶しようと南世界に侵略戦争を繰り広げ版図を増やすが、少年だからと新国王であるリビを侮り、逆に故国を攻め滅ぼされる結果を招く。大広間に追いつめられるも投降勧告を頑なに拒絶し混戦状態に陥り、ウルスラを除く家族と共に絶命する。階級社会を当然と考えている。
ローザ
ウルスラの従姉妹。王都を脱出しようとした時、ウルスラたちから逸れてしまい、自身を捜そうとしたことでウルスラが助かる原因となった。
カルロ
元近衛隊副長だった人物。旧王家の生き残りであるウルスラを守ってきたが、総督に任じられた彼女が階級の壁を取り払いたいと告げた際、支え手伝いたいと願う。
ソバロ
アルターリア（レオニダス）の母。氷の王国の北の王国に属さないミンム村の出身で、遠征で怪我を負った大王（レオニダスIII世）の子としてアルターリアを産んで育てた。自分たちは選ばれた存在であり、いつか世界が味方するというのが口癖だった。大国の内務副大臣ランデルに謀殺されかけ、手を組んでいた氷の王国の男たちに暴力をふるわれ、アルターリアと無関係である証に息子を傷つけろと言われるままにアルターリアの顔を切り裂き捨て去ってしまう。
リュカール
ウルスラの愛犬（実は白狼）。愛称は「リュカ」。
アーウラ
リュカの母親。聖域に住まう聖獣「白狼」。人里によく現れる変わり者で、王宮に引き取られ暮らしていたが、時々宮殿を抜け出して伴侶の狼と逢引を重ねて妊娠する。ウルスラを庇って深手を負うが、ネロの元に辿り着き、リュカを産み落として他界した。

### 惑いの森
カッサンドラ
本名は「フレデリカ」。惑いの森の大魔女。リビには、「師」として仰がれている。ほかの地域のものより効果が絶大である森特有の薬草と、その薬草を扱える唯一の存在ゆえにトリスタット領主や利権を狙う輩に狙われている。可愛い女の子に弱い。
ジシン
捨て子だったが、14年前にカッサンドラ（フレデリカ）とその母である先代カッサンドラに拾われて育てられた。その生い立ちはコミックス13巻に収録された描き下ろし「フレデリカ」で描かれた。森とフレデリカを守るため、対抗組織を作った。

### カラオス会
ロミオ
自由自治州の没落貴族。カラオス会の急進派の頭目。イケメンアレルギーのため、ネロが苦手。バルドは呼吸困難レベルとのこと。表向きはアルターリアの養父。数々の陰謀に加担しており、アルターリアに同行することが多い。ニケを取り戻そうとするリビに協力する。
ベラ卿ジャック
大国七大貴族の1人だが、反大国派カラオス会に名を連ねている。動機は、その方が楽しいから。ウルスラの味方ではあるが、未だに家を牛耳る父親が彼女を切り捨てたため、単独でウルスラを追った。
ツバイ
第56話「蠢動」以降、惑いの森編で密かにリビを追っていた謎の少女。北世界の奥の地に住む「赤眼」の一員で、被り物がないと精神的に非常に不安定になる。カッサンドラに懐くが、待っていると約束するも第70話「ありがとうの先」でカッサンドラのフクロウ「シカンダ」に止められながらも主の元に戻ってしまう。
クマイア卿アルターリア
リビの異母兄でツバイの主。黒髪と鉛色の瞳。瞳の色や眉間から右頬に走る傷跡を除けばリビに瓜二つ。リビからは「アル」と呼ばれる。口調は丁寧だが、冷酷で残忍。ニケは「リビの姿をした悪魔」だと認識した。リビを幸福の絶頂から絶望と不幸のどん底に落とすため、火種をばら撒いて火消しを行うような策を講じる。周囲を操ってシーラを殺害した張本人であり、他人だけでなく自分自身の生死にも興味はない。
大王（レオニダスIII世）と古の帝国の末裔である氷の王国の女性ソバロの息子。母ソバロに命名された本名は大王と同じ「レオニダス」であり、愛称は「レオ」。大国の内務副大臣ランデルにより謀殺されかけた際、保身を図った母親の手で顔を切り裂かれて捨てられ、大王に恨みを抱く氷の王国の男たちに暴行を受けるも逃亡した。「悪霊」を覚醒させる傀儡として下位分身の1人に拾われ、祭壇に捧げられる供花「アルターリア」の名を貰う。封印されていた「悪霊」を覚醒させる。
リビと和解しニケを取り戻すことに協力する。母から自身が「闇の帝国」の末裔だと言われるも信じていなかったが、最後の闇帝シドンにより血は薄いものの直系の子孫だと告げられ真実だったと知る。
アイン
クマイア卿の警護。最北の「黄昏の国」に住む少数民族「赤眼（せきがん）」の両親を持つが、大国で生まれ育った。常にゴーグル状の眼鏡を着用して赤い瞳を隠しており、左右に白い髪が混じっている。戦乱の折、妹セーラと共にニールと暮らした過去がある。
セーラと家族に危害を加えたアルターリアを警戒するも仕事上は警護を断れないため、セーラを隠すしかなかった。ニールとは2度と会わない方が彼のためだと遠ざかったが、彼に縁を切る気が無いのでセーラに会わせた。世界が滅びることなど望まないため、ギルドを介して雇っていたカラオス会が空中分解したため、義理立ての必要は無いとアルを追うリビに協力する。
タルティーブ
カラオス会の総首。「氷の王国」の王都から脱出しようとして真冬の湖に落ちたリビ一行を助けた老女。亡き夫が創設した組織を受け継いだが、ウルスラの属するカラオス会の急進派は別系統であるため、彼女たちを止めることが出来ない。ロミオを含めた孤児たちに「ママ」と呼ばれる。

### 空の大公国
ネフェロ・スティクス・レテ
「空の大公国」の大公。赤毛ゆえに「赤髪大公ネフェロ」と呼ばれる。元々は病に臥せった兄カタラが回復するまでの暫定的なものだったが、飢えるだけの平穏よりも豊かさを追求して改革を推し進め、塩田の利益を反大国派に流してカタラの説得にも耳を貸さなくなってしまう。幼いころから思い通りにならないことがあると癇癪を起こし、誰彼構わずに殴りかかるという悪癖がある。兵器という道具としてニケを誘拐するが、彼女を気に入って婚姻を発表する。
カタラ
ネフェロの兄。「空の大公国」の元大公。弟との軋轢が原因で家臣にも背かれるが、豊かさの危険から故国とネフェロを救おうと太陽王リビに助力を求める。
マキシーン
ネフェロやカタラとは幼馴染の女性。ニケの能力を目当てにし、ネフェロのニケ誘拐に協力した。しかし、カラオス会がどうして「空の大公国」を選んだのか疑問を抱いており、国内の「龍の祠」に入りたがる彼らを不審に思っていた。
巫女長（みこおさ）
大公国で一番古い「龍の祠」を守っており、何度も入ろうとするクマイア卿を拒んでいたが、ニケを中に入れようとするクマイア卿の部下アインに斬られそうになるが、ニケに助けられて難を逃れる。

### 黄昏の国
代王
最北の地「黄昏の国」の統治者。北世界でも滅多に姿を見ることのない少数民族「赤眼（せきがん）」であり、同族のアインとは知己。ニケ曰く「威厳のある美熟女」だが、くだけた大陸語でリビに話しかけ常に不機嫌にさせていた。悪霊を覚醒させるため、世界の破滅を企むアルターリアを阻止しようとするリビに協力する。

### 闇の帝国
シドン・テテオラルク
千年前に大陸の全てを支配した「闇の帝国」の帝王、最後の闇帝。古代文明の生き残りゆえに一万年前の古代文明の遺跡を操り、日照りと長雨により世界に君臨した。「晴れの大国」の北東の高原地方にある滝トト・フォールの石碑で覚醒した個体は生前のシドンの自意識と〝守護者（ティルス）〟に会いたいという想いを留めた意識の最後の欠片であり、バルドたちと出会いニケを取り戻そうとするリビとバルドたちに協力し成功させ、自身は「守護者の国」に赴きティルスと再会する。
ティルスと出会い共に生きたいと思ったが、ある日「守護者システム」に応えて置き去りにされ身内の起こした内乱と分裂抗争の末に絶命する。悲しい怨念は巨大化して自身からティルスを奪った世界を憎悪し、破壊して彼を取り戻そうと災厄を齎した。五百年後に「雨の公国」の術者や精霊・高位精神体に討伐され、バラバラにされて石碑に封じられ怨念の核は「黄昏の国」の果てに封印された。彼らには災厄としか看做されなかった。
悪霊化し千年を呪い続け封印する以外に術は無かったことから強大な力の持ち主であり、帰還したニケに代わり最後の守護者となる。

## 設定および用語

### 地名・勢力関連
太陽王リヴィウス一世が世界を統一しているが、それぞれの国は併合されておらず、雨の公国のように自治を認められている国や湖（ウミ）の王国のような晴れの大国の同盟国もある。世界は総体的に降雨量が減少しており、生活用水の確保が出来る大国から見て北方は水が豊富だが、逆に南の砂の皇国は砂漠化に拍車がかかっている。
フォルティス公の航海記録によれば外洋には他に2つの大陸がある模様。片方は少雨化の所為で干上がって不毛の大地と化しており、もう片方は逆に嵐に覆われ上陸は不可能だった。一万年ほど前、古代文明が星自体に重大な欠損を与えて滅び、星が再生するまで「守護者システム」での時間稼ぎをしており、「晴れの大国」などの国々のある大陸は本来なら不毛な大地のはずだったが、守護者の力で唯一生存可能な状態が維持されている。
ティルスの目算ではあと千年ほど経過すれば星そのものの力で生きられる状態に回復し、守護者もアメフラシで雨を降らせる必要も無くなる模様。
晴れの大国
太陽王リヴィウス一世が統治する国。名の通り年中晴れており、雨が降ることはない。最新技術で生活用水等の確保には困らない。王都ギニタリクスに王宮が築かれており、ニケが大国で最初に辿り着いた港町レピオンは大国港がある。ニケ曰く「朝日はとても強烈」とのこと。
ギニタリクスが王都になったのはレオニダスI世の代からであり、それ以前は地下にある古い遺跡を研究する学者の住む研究都市だった。
雨の公国
この物語の主人公ニケの故国。世界の最東に位置する東の孤島にあり、以前は吟遊詩人の歌の中にしか存在しないとされた辺境の神秘の鎖国国家。晴れの大国からは、船で約10日のところにある。気圧が非常に低く常に雲と濃霧に覆われているため、夜も星は見えない。貧乏国家のため、料理・薪割り・水汲みなど、生活に必要最低限のことは誰でもできる。
国王はテテルだが、実際の統治はトハラがしており、太陽王に自治を認められている。姫は4人いるが、末娘のニケ以外は未婚。
ニケを含め、この国の王家一族は天候を操る能力を持ち、特に「アメフラシ」と呼ばれる雨を降らす能力に特化している。ただし、雨のスペシャリストである長姉ミラ、優れた風使いの次姉ニア、精神作用に長けるカラ、オールラウンダーのニケと得意分野が分かれている。
実は「闇の帝国」と世界を二分していた古代文明の末裔で、伝説にある神秘の力を以って一夜にして3つの国を滅ぼしたことは事実だった。
「闇の帝国」の直系の子孫であるアルターリアとは祖を同じくする元は一つの民だった。
湖の王国
ルナ曰く、「晴れの大国」の一番古い同盟国。
砂の皇国
南方の砂漠の王国。昔は、雨が降り緑豊かな楽園だったらしい。国力は並だが、世界五大国の中で最も歴史が古く、故に各国に一目置かれている。リビが「世界王」を名乗れるのもこの国が味方に付いたことが大きい。
作中では病気の国王に代わり、イラーダが国を取り仕切っている。
氷の王国
かつてリビが滅ぼした国。王都フィーガ・イデアール。「晴れの大国」以上に階級社会であり、仕事や勉強がいくら出来ても自身が生を受けた階級を超えて別の階級になることは不可能。
空の大公国
山に囲まれた国。塩田で豊かな暮らしを手に入れたが、クマイア卿曰く「身の丈以上の野心」を抱いて窮地に陥る。
黄昏の国
オベリスクの先にある最北の国家。最後まで「晴れの大国」の支配を拒絶していた国であり、最終的に武力衝突もなく一応は支配下に入った。リビ曰く「直接やり合うのは未だに避けたい相手」とのこと。軍隊は一人一人が英雄並みであり、大国が勝っても甚大な被害は免れ得ない。基本的に中立でカラオス会との縁が深く、大国にいい感情は持っていない。千年以上前、大陸全土を支配していた「闇の帝国」と縁が深い。
闇の帝国
千年前、「黄昏の国」より北の大きな半島に栄えるも滅んだ国家。王都シドニアムに宮殿があった。「雨の公国」と共に古代文明の生き残り。遺跡の力で大陸を支配下に置くが、最後の闇帝シドンの父や兄は殺し合い、ティルスが「守護者」となった後、内乱が起こって滅びシドンも絶命した。アルターリアは直系の子孫であり、アメフラシを受け継いだ「雨の公国」の王族とは祖を同じくする元は一つの民だった。

### 儀式・機関
アメフラシ
君主が臣民のために施す神聖な儀式。「貧しくとも志は」という家訓から、私欲や個人の愉しみのために行うことは通常禁止されている。
雨を呼ぶには歌を調合する必要があり、それを求める人間の想いと術者の想いが呼応し、術者に世界の美しさを実感させなければならない。歌を調合するにはその土地の気候・風土・景色などを自分の中に入れ、基本のメロディにアレンジを加えライムを乗せなければならず、術者が世界に感応しないと雨はおりない。
アメフラシで潤すのは大地だけではなく、真に滴を届けるべくは聖域と呼ばれる場所である。
巫女や霊媒のように森羅万象の力を我が身に降ろして行使するため、力に引きずられることのない強靭な精神力を求められ、特にニケ級になるとピアスの制限石等のように外的なリミッターが施されている。
実は星に重大な欠損を与えて滅んだ古代文明により、人体改造を施され天候や潮流に作用することが出来る。
聖域
抱えた重荷、帰らぬ人などをしまっておく最も脆く渇きやすい心の神殿。人の心の奥、そのまた奥にある。

神官庁
晴れの大国の主神である太陽神ほか、神々の祭事を取り仕切る最高機関。
晴れの大国では、王族の結婚にはここの承認が不可欠である。
日輪交換の儀
晴れの大国の婚約式のこと。
男女がそれぞれ持ち寄った指輪を交換することで婚約が成立する。リングが太陽を表す。
闇返りの儀
日輪交換の儀で使う特別な指輪を奉納されている地下神殿まで取りに行く、というもの。これを達成した者は太陽神に王家に入ることを許されるとされている。しかし、その地下神殿は瘴気の谷深くにあり、そこで命を落とした姫は数知れないため、先々王の代から廃れた風習になっていた。この試練を「受ける」ということは、姫の「異端」を認めることになる。実際には、神官たちに都合のいい姫だけを王妃にするための暗殺用として使われていた。

### その他の設定および用語
太陽王
この世界の支配者・世界王のこと。作中での現・太陽王はリビ（リヴィウス一世）。
暈
雨が降る前兆現象で太陽にリングが架かる。白虹ともいう。太陽からの光が雲を形成する水晶を通り抜ける際、屈折することでできる。雲の濃度、プリズムの調合、どれも微妙なバランスが必要。ニケが日輪交換の儀で作った。
雲ちらし
歌を歌うことで、一時的に空を覆う雲を取り払うもの。雨の公国では滅多にやらない。
黒蓮の塔
雨の公国の王族が罪を犯した際に入る塔。四方に“力”を抑制する黒蓮石を埋め込んで結界が敷いてあり、力を使っての脱出は不可能。トハラの魔力のかかった呪錠がなければ出入りできない。ニケとリビを引き裂こうとしたトハラにより、罪もなくニケは投獄された。
王室会報誌
年に一度、「晴れの大国」で出版される奥様雑誌。
楽しみにしている国民は少なくないらしく、リビの重臣や神官庁のラニ・アリステス、孤児院の子供たちにまで愛読されている。
カラオス会
反大国派。かつての暗黒時代や様々な理由で大国に害をなそうと企む者たち。ベラ卿のように大国の貴族でありながら楽しいからという理由で参加している人間もいる。
元々は現総首タルティーブの夫が創設した組織で「太陽王から世界を取戻す会」の略「からをす」が現在の通称となっている。大王に恨みを持つ人間を集めている内に大きな組織になり、分裂状態も同然の系統が幾つも発生している。
白金の塔
かつてリビと生前のシーラ妃が暮らしていた塔。王宮でも美しい塔だったが、すっかり廃れて立派な廃墟と化している。リビがシーラ妃に関する物を全部しまい込み立入禁止にしたため、近寄る者は無く静かで読書が捗るとビニシウスが通うのみである。シーラの肖像画が一枚だけ残存している。
大王
先王であるリビの父レオニダスIII世を指す。
ラニ
神官の中の最上位で、神官庁で10人しかいない。
黄金鳥
黄金色の巨大な鷲。惑いの森でリビが最後の試練を受けた洞窟「龍の口」の最奥を住処にしている主。森の瘴気を操ってその人間の一番会いたい相手を見せ、自身の記憶と思い込みを見せられるだけの幻覚に実体があるので誘惑に負けた人間を餌にして喰う。卵は霊薬になり、大抵は無精卵なのでカッサンドラがそれをニケに使う薬にするつもりだった。しかし、リビが取って来た卵は有精卵だったため、孵ってリビに懐いてしまう。
龍の祠
巨大な碑に大公国の住人が神殿を作ったものだが、ニケを取り込む黒い霧の姿をした悪霊（シドン）の一部が封印されている。
果てしない時間の中で怨念と化し、目的も自身の正体も忘れていった。
赤眼（せきがん）
最北の地「黄昏の国」に住み、北世界の人間でも見ることが非常に稀な少数民族。生まれついての身体能力が異様に高く、傭兵や暗殺業に携わる者が多い。
代王
最北の「黄昏の国」の国主。この国の国王が、そう名乗るのは本物の国王（闇帝）がいつか大氷河の彼方から帰還するという言い伝えがあるとのこと。
古代文明
遺跡のような〝技術〟と人体改造によって気象や潮流を声や歌で操作する一見〝魔法〟にしか見えないものとの両柱で成立していた。一万年前、星に重大な欠損を与えて滅んだ。アルターリアに至る「闇の帝国」とアメフラシの力を有する「雨の公国」とに分かれて子孫がおり、石碑と遺跡の他に「守護者システム」に関わる記憶装置を兼ねたアマタアラが残されている。
守護者
星が再生するまで命を守るべく世界を維持する存在。守人様と呼ばれる。「雨の公国」の最高術者や高位精神体などに資格があり、世界を守りたいという思いが必須条件となる。そのため、「雨の公国」の最高術者は確実に生まれて来る。一人の守護者が守れるのはだいたいは百年から数百年だが、ティルスは千年も守り続けて限界を迎えた。水を巡る争いの原因である〝少雨化〟は当代の守護者の限界を示しており交代の合図。次代の守護者が天象者に承認され、前の守護者の力が尽きれば自動的に守護者の交代が行われる。また、交代する守護者たり得る存在と天象者の承認が得られればニケのように帰還は叶う。ニケの前にも帰還した元守護者の前例があった。
見守る場所（亜空間）で守護者となった者は世界の何処にもいないと同時に何処にでもいる存在となる。世界を見守りアマタアラと石碑を操り水を制御し、同時に石碑に封印された〝悪霊〟を監視する。ほとんど干渉することは無く、いつもは見守るだけ。力が尽き守護者を降りると封印した〝悪霊〟が目覚め水の循環も完全に停止し、大陸は苛烈な死を迎えて本来の荒涼たる不毛の大地に戻り生命は死滅する。
この「守護者システム」は星の恒常性を回復させ星そのものの力で生きられるよう再生するまで時間稼ぎのためにある。ティルスと同等かそれ以上の時間を守る力があるニケは「君は最後の守護者となる」と言われ、シドンは千年を呪い続けてティルスですら封印と監視が精いっぱいであり、ニケと入れ替わりに守護者となった彼女がいれば千年後には星は回復のターンに入る。そうなれば「守護者システム」は不要になる。
守護者のいる空間
世界を見守る守護者のいる特殊な亜空間は普通の人間が意識を保って到達することは出来ず、守護者自身により招き入れられても長くは留まれない。
亜空間と元の世界との転移は時間のズレが生じるため、そこで数時間しかいなかったにも関わらず冬に来たリビたちが元の「黄昏の国」に強制的に戻されたのは3ヶ月続く冬の極夜が終わった春であり、ニケの帰還はシドンに交代して1ヶ月後だった。

## 書誌情報

### コミック
- 椎名橙 『それでも世界は美しい』 白泉社〈花とゆめコミックス〉、全25巻
  1. 2011年12月25日発行（2011年12月20日発売）、ISBN 978-4-08-859877-2
  2. 2012年6月25日発行（2012年6月20日発売）、ISBN 978-4-592-19472-9
  3. 2012年12月25日発行（2012年12月20日発売）、ISBN 978-4-592-19473-6
  4. 2013年4月25日発行（2013年4月19日発売）、ISBN 978-4-592-19474-3
  5. 2013年8月25日発行（2013年8月20日発売）、ISBN 978-4-592-19475-0
  6. 2014年1月25日発行（2014年1月20日発売）、ISBN 978-4-592-19476-7
  7. 2014年4月25日発行（2014年4月18日発売）、ISBN 978-4-592-19477-4
  8. 2014年9月25日発行（2014年9月19日発売）、ISBN 978-4-592-19478-1
    - 8巻ドラマCD付き初回限定版 ISBN 978-4-592-10557-2

  9. 2015年1月25日発行（2015年1月20日発売）、ISBN 978-4-592-19479-8
  10. 2015年6月25日発行（2015年6月19日発売）、ISBN 978-4-592-21570-7
  11. 2015年10月25日発行（2015年10月20日発売）、ISBN 978-4-592-21571-4
  12. 2016年2月25日発行（2016年2月19日発売）、ISBN 978-4-592-21572-1
  13. 2016年6月25日発行（2016年6月20日発売）、ISBN 978-4-592-21573-8
  14. 2016年10月25日発行（2016年10月20日発売）、ISBN 978-4-592-21574-5
  15. 2017年2月25日発行（2017年2月20日発売）、ISBN 978-4-592-21575-2
  16. 2017年6月25日発行（2017年6月20日発売）、ISBN 978-4-592-21576-9
  17. 2017年11月25日発行（2017年11月20日発売）、ISBN 978-4-592-21577-6
  18. 2018年2月25日発行（2018年2月20日発売）、ISBN 978-4-592-21578-3
  19. 2018年6月25日発行（2018年6月20日発売）、ISBN 978-4-592-21579-0
  20. 2018年10月24日発行（2018年10月19日発売）、ISBN 978-4-592-21580-6
  21. 2019年2月25日発行（2019年2月20日発売）、ISBN 978-4-592-21325-3
  22. 2019年6月25日発行（2019年6月20日発売）、ISBN 978-4-592-21637-7
  23. 2019年10月23日発行（2019年10月18日発売）、ISBN 978-4-592-21638-4
  24. 2020年5月25日発行（2020年5月20日発売）、ISBN 978-4-592-21639-1
  25. 2020年8月25日発行（2020年8月20日発売）、ISBN 978-4-592-21640-7
    - 描き下ろし後日談マンガ＆資料集つき特装版 同日発売、ISBN 978-4-592-22775-5

### 小説
- 藤田伸三、高木聖子 『それでも世界は美しい 風と光の交錯』 白泉社〈花とゆめコミックススペシャル〉
  1. 2014年6月20日発売、ISBN 978-4-592-19794-2

## テレビアニメ
| 原作                            | 椎名橙（白泉社『花とゆめ』連載）                    |
| 監督                            | 亀垣一                                              |
| シリーズ構成                    | 藤田伸三                                            |
| キャラクターデザイン 総作画監督 | 夘野一郎                                            |
| 画面設計                        | 田中比呂人                                          |
| プロップデザイン                | 早川加寿子                                          |
| 美術監督                        | 松岡聡、小関睦夫                                    |
| 色彩設計                        | 北沢希実子                                          |
| 撮影                            | 松本敦穂                                            |
| 編集                            | 坂本雅紀                                            |
| 音楽                            | 山下康介                                            |
| 音楽プロデューサー              | 山田慎也                                            |
| 音響監督                        | 浦上靖之、浦上慶子                                  |
| プロデューサー                  | 中谷敏夫、進藤友博、佐々木まりな 大島由香、石原史朗 |
| アニメーションプロデューサー    | 松井将司                                            |
| アニメーション制作              | studioぴえろ                                        |
| 製作著作                        | 王室会報誌編集部                                    |

テレビアニメ化が2014年1月14日に発表され、原作と同タイトルで同年4月から6月まで日本テレビほかにて放送された。ナレーションは、横山智佐が担当する。
監督の亀垣一はテレビアニメ化に際し、ニケとリビのやり取りを作品の魅力に挙げて視聴者を歌で感動させることを心がけた。ヒロインのニケ役に新人の前田玲奈を起用したのもその一環であり、歌唱力の高さやニケとの成長を楽しみにしているという。
第1話「晴れの大国」は、制作会議で「ニケは『晴れの大国』まで歩いて来たの?」という読者からの手紙を披露した原作者の椎名橙が描き下ろした前日譚を元に作られたオリジナルストーリーであり、第2話「雨の公女」が原作の第1話に相当する。「どうせなら原作ファンが楽しめてさらに作品の世界を深めることをしたい」という思いから、このオリジナルストーリーの制作に至った亀垣は、本作との出会いへの嬉しさからさまざまなアイデアを出す一方、時間の無さからそのすべてを描くに描けないこととの葛藤に直面したという。なお、この前日譚は『花とゆめ』2014年第11号に「#0 晴れの大国〜Side Nike〜」として掲載された。

### 主題歌
オープニングテーマ「BEAUTIFUL WORLD」
作詞 - 小池ジョアンナ、SpiralS / 作曲 - hirao（SpiralS） / 編曲 - mukai（SpiralS） / 歌 - 小池ジョアンナ
第7話では挿入歌としても使用。
エンディングテーマ「PROMISE」
作詞 - YUKAKO / 作曲・編曲 - 瀬川浩平 / 歌 - 前田玲奈
挿入歌
「アメフラシの歌〜Beautiful Rain〜」（第2話 - 第11話）
作詞 - 渡辺なつみ / 作曲・編曲 - 坂本裕介 / 歌 - ニケ・ルメルシエ（前田玲奈）
「アメフラシの歌〜Beautiful Rain〜（orchestra version）」（第6話、第12話）
作詞 - 渡辺なつみ / 作曲 - 坂本裕介 / 編曲 - 山下康介 / 歌 - ニケ・ルメルシエ（前田玲奈）
「雨おくりの歌」（第12話）
作詞・作曲・ 編曲 - 山下康介 / 歌 - トハラ・ルメルシエ（横山智佐）

### 各話リスト
| 話数   | サブタイトル    | 脚本     | 絵コンテ   | 演出       | 作画監督                                                        | 総作画監督               |
| ------ | --------------- | -------- | ---------- | ---------- | --------------------------------------------------------------- | ------------------------ |
| 第1話  | 晴れの大国      | 藤田伸三 | 亀垣一     | 亀垣一     | 浅野直之                                                        | 夘野一郎                 |
| 第2話  | 雨の公女        | 藤田伸三 | 高木弘樹   | 高木弘樹   | 佐藤綾子                                                        | 鈴木陽子 夘野一郎        |
| 第3話  | 関白宣言        | 藤田伸三 | 朝倉カイト | 田中智也   | 山崎健志、菅野智之 三井寿                                       | 松崎正 夘野一郎          |
| 第4話  | Ring of tales ① | 高木聖子 | 小高義規   | 小高義規   | 富田美文                                                        | 辻美也子                 |
| 第5話  | Ring of tales ② | 高木聖子 | 亀垣一     | 城所聖明   | 鈴木陽子、佐藤綾子 松崎正                                       | 夘野一郎                 |
| 第6話  | Call my name    | 藤田伸三 | 遠藤正明   | 駒屋健一郎 | 菊池聡延、清水勝祐 北原章雄                                     | 松崎正 山中純子 夘野一郎 |
| 第7話  | Wild waltz      | 高木聖子 | 高木弘樹   | 高木弘樹   | 窪詔之、桝田浩史 富田美文                                       | 辻美也子                 |
| 第8話  | 雨やどり        | 高木聖子 | 田頭しのぶ | 田中智也   | 山崎健志、菅野智之 三井寿                                       | 夘野一郎 辻美也子        |
| 第9話  | 雨の公国        | 藤田伸三 | 関谷真実子 | 関谷真実子 | 佐藤綾子、鈴木陽子                                              | 鈴木陽子 夘野一郎        |
| 第10話 | 正しい国        | 藤田伸三 | 遠藤正明   | 小高義規   | 松崎正、富田美文 遠藤正明、辻美也子                             | 辻美也子 松崎正 鈴木陽子 |
| 第11話 | 通り過ぎる風    | 藤田伸三 | 田頭しのぶ | 佐藤光     | 菊池聡延、古賀誠 鈴木陽子                                       | 辻美也子 松崎正 夘野一郎 |
| 第12話 | 帰還            | 藤田伸三 | 亀垣一     | 亀垣一     | 夘野一郎、桝田浩史 遠藤正明、山中純子 鈴木陽子、辻美也子 松崎正 | 夘野一郎                 |

### 放送局・配信元
テレビ放送
| 放送地域   | 放送局       | 放送期間                | 放送日時                     | 放送系列       | 備考                    |
| ---------- | ------------ | ----------------------- | ---------------------------- | -------------- | ----------------------- |
| 関東広域圏 | 日本テレビ   | 2014年4月6日 - 6月29日  | 日曜 2:20 - 2:50（土曜深夜） | 日本テレビ系列 |                         |
| 福岡県     | 福岡放送     | 2014年4月15日 - 7月15日 | 火曜 1:59 - 2:29（月曜深夜） | 日本テレビ系列 |                         |
| 北海道     | 札幌テレビ   | 2014年4月16日 - 7月9日  | 水曜 2:04 - 2:34（火曜深夜） | 日本テレビ系列 |                         |
| 中京広域圏 | 中京テレビ   | 2014年4月18日 - 7月11日 | 金曜 2:54 - 3:24（木曜深夜） | 日本テレビ系列 |                         |
| 兵庫県     | サンテレビ   | 2014年4月22日 - 7月8日  | 火曜 1:30 - 2:00（月曜深夜） | 独立局         |                         |
| 日本全域   | BS日テレ     | 2014年4月23日 - 7月16日 | 水曜 2:30 - 3:00（火曜深夜） | BS放送         | 2018年9月24日から再放送 |
| 日本全域   | 日テレプラス | 2014年8月2日 -          | 土曜 10:00 - 10:30           | CS放送         | リピート放送あり        |
| 日本全域   | AT-X         | 2016年3月22日 -         | 火曜 20:00 - 20:30           | CS放送         | リピート放送あり        |

インターネット配信
| 配信元             | 配信期間               | 更新日時        | 備考                                                              |
| ------------------ | ---------------------- | --------------- | ----------------------------------------------------------------- |
| バンダイチャンネル | 2014年4月11日 - 7月4日 | 金曜 12:00 更新 |                                                                   |
| ニコニコチャンネル | 2014年4月11日 - 7月4日 | 金曜 12:00 更新 |                                                                   |
| dアニメストア      | 2014年4月22日 - 7月1日 | 火曜 12:00 更新 | 第1話 - 第3話は4月22日に同時配信 見放題サービス利用者は全話見放題 |

### BD-BOX / DVD-BOX
2014年9月24日に、BD-BOX（VPXY-72937）とDVD-BOX（VPBY-10999）がそれぞれ全1巻で発売された。